# Wilde bertramgalmug
De wilde bertramgalmug (Rhopalomyia ptarmicae) is een muggensoort uit de familie van de galmuggen (Cecidomyiidae). De wetenschappelijke naam van de soort is voor het eerst geldig gepubliceerd in 1849 door Vallot.